# 香港空氣質素指標
香港的空氣質素指標（英語：Air Quality Objectives）由《空氣污染管制條例》（香港法例第311章）所確立，規定最少每五年檢討一次，以改善香港的空氣污染問題。現時空氣質素指標測量的污染物為二氧化硫、可吸入懸浮粒子（PM10）、微細懸浮粒子（PM2.5）、 二氧化氮、臭氧、一氧化碳和鉛。
2014年1月1日生效的空氣質素指標與上一次發佈的空氣質素指標更新，相距27年。
環境保護署現正就新的空氣質素指標進行檢討，以世界衞生組織空氣質素指引的中期和最終目標為基準，並於2017年10月舉行了空氣質素指標檢討公眾參與活動，提出69項包括交通、能源及船舶的減排措施；2019年3月，環境保護署向環境諮詢委員會及環保局局長提交報告，建議收緊部分污染物濃度標準，卻增加微細懸浮粒子（PM2.5）的容許超標次數。有關注空氣質素的團體提出質疑，政府未收緊指標已率先指出部分措施不可行，是本末倒置的做法 ，亦懷疑政府的修改容許超標次數是扭曲世衛的原意，用以合理化控制空氣質素不力。

## 現況
截至2018年7月，香港的空氣質素指標與世界衛生組織制定的最嚴格準則仍有一段距離。污染物當中，一氧化碳(CO)、鉛(Pb)、二氧化氮(NO2)的全部標準，以及二氧化硫(SO2)的10分鐘標準，均跟隨世衛的最嚴格準則；而可吸入懸浮粒子(PM10)、微細懸浮粒子(PM2.5)和臭氧(O3)的標準只是跟隨世衛的中期目標-1或2。下表顯示香港空氣質素指標與世衛最嚴格準則之比較：
| 污染物                | 平均時間 | 香港空氣質素指標濃度限值 (微克/立方米) | 世衛最嚴格水平濃度限值 (微克/立方米) |
| --------------------- | -------- | -------------------------------------- | ------------------------------------ |
| 二氧化硫              | 10分鐘   | 500                                    | 500                                  |
| 二氧化硫              | 24小時   | 125                                    | 20                                   |
| 可吸入懸浮粒子 (PM10) | 24小時   | 100                                    | 50                                   |
| 可吸入懸浮粒子 (PM10) | 1年      | 50                                     | 20                                   |
| 微細懸浮粒子 (PM2.5)  | 24小時   | 75                                     | 25                                   |
| 微細懸浮粒子 (PM2.5)  | 1年      | 35                                     | 10                                   |
| 二氧化氮              | 1小時    | 200                                    | 200                                  |
| 二氧化氮              | 1年      | 40                                     | 40                                   |
| 臭氧                  | 8小時    | 160                                    | 100                                  |
| 一氧化碳              | 1小時    | 30,000                                 | -                                    |
| 一氧化碳              | 8小時    | 10,000                                 | -                                    |
| 鉛                    | 1年      | 0.5                                    | -                                    |

在2019年2月，環境保護署因應法例要求，向環境諮詢委員會以及環境局局長提交報告，建議收二氧化硫(SO2)的24小時標準以及微細懸浮粒子(PM2.5)的兩個標準，同時放寬容許微細懸浮粒子(PM2.5)的24小時標準超標的次數，由9次變為35次。

## 歷史
香港空氣質素指標從訂立至今已超過三十年，隨著時代變遷、世界衛生組織訂立指標以及社會壓力，空氣質素指標曾經修改一次。

### 制訂空氣質素指標（1987年）
政府在1983年制訂《空氣污染管制條例》，取代從前的《保持空氣清潔條例》。至1987年，政府根據《空氣污染管制條例》授權，訂立空氣質素指標。這個版本的空氣質素指標，規定了二氧化硫、總懸浮粒子、可吸入懸浮粒子(PM10)、二氧化氮、一氧化碳、光化學氧化劑（以臭氧表示）和鉛，在短時間和長時間的濃度限值，並列明容許超標次數，詳見下表：
| 污染物                         | 平均時間 | 濃度限值 [i] (微克/立方米) | 容許超標次數 |
| ------------------------------ | -------- | -------------------------- | ------------ |
| 二氧化硫                       | 1 小時   | 800                        | 3            |
| 二氧化硫                       | 24 小時  | 350                        | 1            |
| 二氧化硫                       | 1 年     | 80                         | N/A          |
| 總懸浮粒子                     | 24 小時  | 260                        | 1            |
| 總懸浮粒子                     | 1 年     | 80                         | N/A          |
| 可吸入懸浮粒子(PM10)           | 24 小時  | 180                        | 1            |
| 可吸入懸浮粒子(PM10)           | 1 年     | 55                         | N/A          |
| 二氧化氮                       | 1 小時   | 300                        | 3            |
| 二氧化氮                       | 24 小時  | 150                        | 1            |
| 二氧化氮                       | 1 年     | 80                         | N/A          |
| 一氧化碳                       | 1 小時   | 30000                      | 3            |
| 一氧化碳                       | 8 小時   | 10000                      | 1            |
| 光化學氧化劑（以臭氧表示）[ii] | 1 小時   | 240                        | 3            |
| 鉛                             | 3 個月   | 1.5                        | 0            |

[i] 在298K（攝氏25度）及101.325千帕斯卡（一個大氣壓力）下量度。
[ii] 光化學氧化劑的數值純粹根據臭氧測量數字釐定。

### 兩次檢討空氣質素指標（1997、2007年）
世界衛生組織於1987年（即本港訂立空氣質素指標同年）發表「空氣質素指引」，且在2000年更新，供世界各國家、地區和城市參考，被視為這方面的國際標準。本港在1997年曾檢討空氣質素指標，唯最後沒有作出修訂。在2004年立法會環境事務委員會討論「管制空氣污染的策略」時，綠色和平曾經去信表明意見，批評香港空氣質素指標過於寬鬆。
政府在2006年檢討空氣質素指標，無論是香港地球之友、綠色和平等環保團體，創立了「達理指數」的賀達理教授、黃子惠教授等學者，還是智庫組織「思匯」（其創辦人為陸恭蕙），都批評政府沒有長年沒有更新指標，當中香港地球之友和綠色和平更要求政府儘快採納世衛的標準。然而政府在檢討過後，並無修訂空氣質素指標。指標在沒有與時並進之下，低於多國水平。

### 世衛發佈指標與政府公眾諮詢（2006-2009年）
在2006年10月，世衛公佈了一套新的空氣質素指引，說明各種空氣污染物的濃度會引致各種相關疾病的風險增加，並且列明確保健康風險在安全水平的指標。在眾多壓力下，環境保護署在翌年開展檢討本港空氣質素指標的研究，並在2009年年中完成。隨即，政府建議更新空氣質素指標，提出採納部分世衛指引制訂的濃度上限，其餘則採納世衛中期指標-1和2的較寬鬆標準，並就更新指標提出一些減排措施。
為此，政府展開為期四個月的公眾諮詢。在諮詢會中，有參加者提出以修訂指標對公眾健康的影響為優先考慮，亦有參加者指政府是根據減排措施設定指標，卻非先設定減排目標再制訂減排措施，是本末倒置。

### 第一次修改指標及相關規定（2010-2014年）
2010年政府在立法會環境事務委員會公佈公眾諮詢結果，其指標的初步建議維持先前政府建議的濃度限值。行政長官在2010-11年度年施政報告的綱領中表示，「定出更新香港空氣質素指標及制訂空氣質素管理計劃的最佳方法」，但在施政報告的內容中沒有提及。而這一點被議員在環境事務委員會追問時，環境局局長表示，新空氣質素指標的準備工作「現正進行中」，並無給出推出指標日期或修例時間表。
民間團體於這段時間持續對政府施壓。在2010年11月，香港地球之友等環保團體向申訴專員投訴，抗議政府沒有履行修改空氣質素指標的承諾，引起公眾關注；申訴專員公署在2011年1月受理有關投訴，雖然最後不被認為是行政失當，但也應儘快制訂落實新指標的時間表。在同年，健康空氣行動也聯同香港地球之友收集了10,000個簽名，促請政府儘快履行承諾。最終，行政長官在2011-12年度年施政報告中，提及「空氣質素指標是一套有法定效力的標準，政府會擬定更新空氣質素指標的最終建議 ，然後向立法會提出」。2012年1月，政府宣布更新空氣質素指標，並展開修例的程序，在討論文件中，政府稱希望訂立空氣質素指標的檢討機制，至少每五年檢討一次。
在2013年2月，政府提出完善空氣污染指數通報系統，以「空氣質素健康指數」取代舊有的「空氣污染指數」，以配合收緊空氣質素指標，向大眾傳遞空氣質素相關訊息。隨後，政府在3月提出《空氣污染管制（修訂）條例草案》，並在4月交由委員會審議。當時公民黨的郭榮鏗議員爭取在條例中將「公眾健康」取代「公眾利益」，作為調整指標的首要考慮因素，惟局方認為「公眾利益」較全面，當中已包括公眾健康元素，拒絕接納郭的建議。此後，在全體委員會階段，郭動議修正法案第5條，將檢討空氣質素指標的過程，規定須諮詢環境諮詢委員會及衛生署，並須將檢討報告交予環諮會及衛生署，「務求使『公眾健康』的觀點能夠在檢討過程中得到最充分的考慮」。此修正案在分組點票下遭到否決。最後，政府的條例草案在42票贊成、5票反對、6票棄權下獲得通過。反對政府議案的5票來自公民黨，包括提出修訂動議的郭榮鏗議員；棄權來自部分民主派議員。
配合即將生效的修訂條例，「空氣質素健康指數」亦於2013年12月30日生效；而列明空氣質素指標的修訂條例於2014年1月1日正式生效。

## 香港空氣質素變化

### 一般空氣質素：時有超標
一般監測站分佈在全港各區，通常設於政府建築外，離開地面平均約20米。
在2000年代初至2010年代初，可吸入懸浮粒子、二氧化氮的一般監測站錄得的年均濃度達逾60及逾80微克/立方米，分別超出世衛指引三倍及兩倍。數據反映近年多種污染物濃度有所下降，上述兩種污染濃度在2017年分別為34及48微克/立方米，下降幅度接近一半，但依然高於世衛指引水平，造成健康風險。

### 路邊空氣質素：長年不達標
路邊監測站設立於中環、旺角、銅鑼灣三個市區的路邊，只離開地面數米，數字較為反映市區街道的空氣質素。本港高樓眾多，市區高樓更是沿主要馬路林立，造成嚴重的都市峽谷效應，污染物積聚在路邊，故此路邊監測站的污染物濃度，普遍比一般監測站高。
此外，二氧化氮（NO2）比一般空氣重較易積聚，比較反映路邊空氣質素，近二十年一直超出香港空氣質素指標兩倍或以上。高企的路邊空氣污染物，為市民帶來巨大的健康風險。根據科技大學的研究，香港死於路邊空氣污染所致的肺癌及呼吸道疾病的人數是11 個珠三角主要城市之冠，每年死於肺癌及呼吸道疾病的人數分別為 361 及773。
多間媒體曾經報導路邊空氣質素問題。較近的例子是香港電台記者追蹤巴士司機，記錄巴士駛經繁忙路段（如彌敦道、紅磡海底隧道口等）時的二氧化氮濃度，結果發現相關濃度雖然未達指標短期限值，但已遠超指標長期限值，倘若巴士司機長期在此環境下工作，將會影響健康。

### 污染的地域差異
除了一般與路邊污染的差異外，有些污染物的濃度也有地域差異。主要空氣污染物，包括二氧化氮（NO2）、二氧化硫(SO2)、PM2.5及PM10，都主要集中在香港的西部區域。例如在2018年頭半年，撇除路邊監測站，西部的二氧化氮濃度比東部平均高出約百分之24，且讀數最高的三個監測站均位處香港西部（葵涌、深水埗、荃灣）。而唯一東部較高的污染物，就只有較多來自區域污染的臭氧。

### 臭氧濃度屢創新高
1994年，香港理工學院（今香港理工大學）與美國太空總署合作進行太平洋地區空氣污染研究，團隊通過一架內裝15部價值20萬至100萬美元、專為測試空氣受污染情況的精密儀器，從機外每2至3秒收集一次空氣樣本，共進行2次測試。得出結果顯示香港空氣臭氧含量單位接近100，距離美國定出的安全標準120很接近。這些臭氧主要來自汽車和工廠，專家指出這除對人體肺部方面特別有不良影響，也會對動植物健康構成影響，如生長會較慢，葉片會變黃。
而香港歷年臭氧濃度呈長期上升的趨勢，2018年上半年的數據更創20年新高；黃子惠教授指出，香港臭氧的空氣質素指標過於落後，希望收緊至世衛最嚴格標準。

## 健康影響
根據世衛報告，各種污染物濃度要達致報告所提出的最嚴格水平，空氣質素才可確保健康。而本港空氣質素指標中採用的世衛中期目標，並未足以保障健康。例如本港微細懸浮粒子 (PM2.5)的標準只達到世衛的中期目標1，即使達標，受影響人士之死亡風險依然比起最嚴格水平高百分之十五。
中大賽馬會公共衛生及基層醫療學院研究講座教授黃子惠的最新研究顯示，假如香港的空氣質素達致世衛最嚴格的水平，本港每年可避免6308人提早死亡，並減少1.85億元直接濟損失。黃子惠認為，現時香港空氣質素指標有收緊的空間，PM2.5的年平均指標應最少下調至每立方米25微克，甚至收緊至15微克。

## 爭議

### 空氣質素指標過於寬鬆
香港的空氣質素指標與世界衛生組織制定的最嚴格準則仍有一段距離。污染物當中，一氧化碳(CO)、鉛(Pb)、二氧化氮(NO2)的全部標準，以及二氧化硫(SO2)的10分鐘標準，均跟隨世衛的最嚴格準則；而可吸入懸浮粒子(PM10)、微細懸浮粒子(PM2.5)和臭氧(O3)的標準只是跟隨世衛的中期目標-1或2。在世界衛生組織於2006年發佈最新的空氣質素指引開始，香港地球之友和綠色和平等環保團體已要求政府儘快採納世衛的指引。香港特區政府在〈香港清新空氣藍圖〉裡回應，指出全球至今無一地區完全按照世衛最嚴格指引設定空氣質素指標，而世衛亦為協助空氣污染嚴重的地區設定中期目標，香港的部分污染物指標則跟隨中期目標的。然而，世界多個地區，包括發達國家中的英國倫敦、美國華盛頓、新加坡以及發展中國家中的墨西哥、智利等多個區域，均已承諾在2030年達至世衛的安全標準，香港至今依然未有任何承諾，未有收緊空氣質素指標的時間表。
對於2019年環保署提出建議修訂空氣質素指標的報告，團體批評報告建議放寬微細懸浮粒子(PM2.5)的超標容許次數，影響並不只是在於超標的次數本身，而是會容許整體污染超標日數的分佈趨向寬鬆，以統計圖說明預想的分佈則是「向右移」，即政府以此變相降低目標。而2011年香港大學公共衛生學院的賀達理教授等人已曾研究，倘若香港不容許又任何「容許超標次數」出現，相對於當時的現行標準，可額外獲得24%的健康效益。團體健康空氣行動懷疑政府的修改容許超標次數是扭曲世界衛生組織定下容許超標次數的原意（使面積較大的國家可監察區域間超標多寡，從而制定區域性減排政策），用以合理化控制空氣質素不力。同時，日益增加的臭氧濃度危害市民健康，此最新報告之中亦沒有任何建議收緊指標，被團體批評為「鴕鳥政策」。

### 超標毋須問責
香港的空氣質素指標是根據《空氣質素管制條例》裡列明的。《條例》列明了各種污染物濃度上限，並指「監督須務求在合理切實可行範圍內盡快達致有關的空氣質素指標，此後則須務求保持已達致的質素」，但並沒有列明誰人或機構（如政府）要為實際情況超標而付上法律或行政責任。國際上歐盟、美國、英國新加坡，以至加州、倫敦、東京等地區的法例都要求特定機構或個人需要問責。

### 公眾健康考慮被可行性考慮凌駕
儘管法例賦予環境保護署監督空氣質素指標落實的權力，並且使空氣質素指標成為環境評估報告等的重要參考，法例裡寫明指標的調整應基於意義較含糊的「公眾利益」而非「公眾健康」，令環保署以及特區政府以「可行性」為由，選擇落實減排政策，放棄許多有助達致指標污染物濃度限值的措施，例如全面推行電動巴士、電子道路收費系統等，在環保署的減排措施裡均被忽略或放到非常次要的位置。
這個「可行性」的凌駕性更在2019年環保署針對空氣質素指標修訂的報告得到明確肯定。報告指出相關的工作小組認為，因應2025年香港的減排措施的預測結果的緣故，修改標準致使達標：例如因為預測在2025年PM2.5會超出濃度上限33次，便決定把指標修改為容許超標35次。環保團體批評這是自欺欺人的「搬龍門」。

### 沒有地域針對性
香港空氣污染按照地域的不同，例如西部與東部的分別、市區與郊區的分別、一般與路邊的分別等，需要不同措施對症下藥，亦可能需要中短期的不同標準，去協助政府進行城市規劃和污染管控，可是政府在修訂空氣質素指標時，卻劃一標準，為全港所有地方設定同一個空氣質素指標（見《條例》第六章）。政府早在條例劃分了十個「空氣質素管制區」，方便依照不同區域設立適合的指標，現時指標卻只劃一處理。

## 挑戰
要改善空氣質素以達至空氣質素指標水平，政府與民間都點出了不少挑戰。

### 路邊與航道的排放問題
政府的〈清新空氣藍圖〉指出，路邊空氣污染嚴重，是因為本港路面車多，而且部分車輛的排放高，而交通擠塞會令車速減慢並引致廢氣排放上升，加上車輛數目持續增長，即使採用較清潔的車輛，平均每公里的排放量仍有所增加，特別是在市中心，人口稠密，市民接觸空氣污染物的風險亦隨之上升；加上市區內很多狹窄而繁忙的街道兩旁建有密集的高樓大厦。在增加樓宇密度同時，往往沒有預留通風走廊，造成「街谷」效應，令車輛廢氣難於擴散。受影響的不只是路邊行人及路上車輛的司機和乘客，還有附近大廈居住或工作的人士。
除了路邊空氣污染，本港部分地區（例如西部的葵涌、屯門等）亦受航運帶來的污染物影響由於航道的關係，很多船隻都在靠近人口稠密的地區停泊和航行時排放污染物香港特別易受到船隻排放（燃燒重油）的高污染廢氣（二氧化硫、氮氧化物，粒子(PM)及重金屬）影響 。

### 跨境污染
此外，本港位處珠三角南部，受氣流影響，不少珠三角、廣東以至內陸的空氣均會吹至香港，污染物附隨氣流南下。較明顯的例子是2010年3月香港受到中國北部的沙塵暴影響，本港空氣大受污染，連久未更新的空氣污染指數亦全面錄得最高的嚴重水平。可見要達至空氣質素指標，珠三角甚至全中國以至東亞地區的空氣污染管制，亦須緊密合作。
不過這並不代表香港來自本土的污染物不多。根據思匯政策研究所2007年的研究，顯示在2006年所有日子之中，有超過一半日子(51%)的污染來源主要是本地的，來自珠三角等區域性污染為主的日子則有百分之36，另有百分之11低污染日子無法估算來源。研究把分析資料按月份和污染模式（本地、區域或低污染）分類，結果顯示，在冬季（十一月至三月），香港的空氣污染主要受珠三角的影響；在夏季（四月至八月），本地污染源（包括汽車、船舶、港口和電廠）的影響則較為重要。這表示廣東省以至中國大陸要為本港空氣污染雖然要付上一定責任，但香港本地的責任可能更大。

### 政府未有專責對付空氣污染的部門
儘管香港環境局與轄下的環境保護署負責監測空氣污染，一旦牽涉其他部門負責的政策，例如推動電動車普及化、電動巴士等等減排政策，便需要得到發展局等支持來實行。可是在官僚制度下，跨部門的政策行政效率低下，加上需要不同政策局兼顧不同利益，改善空氣污染並保障公眾健康的考量，在跨部門政策中未必具有優先性。在沒有一個專責部門統領各局之下，「可行性」的考量往往高於公眾健康。在〈清新空氣藍圖〉中，雖然提出了橫跨各部門的各種治標策略，但一些長遠而且較為結構性的方法，例如從城市規劃上減少出行需求，減少汽車數量等政策，則幾乎沒有著墨，政府架構上的缺點顯然是一個原因。

## 香港其他與空氣污染相關的指數
香港空氣質素指標是一個法定指標，雖然在法律上沒有強制性，而且法例尚未列明不達標的責任誰屬，但它理論上是香港的空氣質素具體目標，政府理應因應指標來制訂空氣污染的政策，例如減排措施等等。故此，這個指標的目的與以下幾個指數並不相同。
空氣質素健康指數 (Air Quality Health Index, 簡稱AQHI) 是一個給予市民參考的指數，以1-10+表示當天空氣污染的嚴重程度，並且對應低、中、高、甚高等級別，說明空氣質素帶來的額外健康風險。此指數計算了臭氧、二氧化硫、二氧化氮和粒子引起的健康風險，每小時更新。另外當環保署預測部分監測站的指數將會達到10+之「嚴重」水平時，會透過香港政府新聞網發新聞稿，通知市民有關事項。
香港空氣污染指數 (Air Quality Index，簡稱AQI) 則根據5種空氣污染物（二氧化氮、二氧化硫、臭氧、一氧化碳、可吸入懸浮粒子）的濃度轉化為一個是由0至500的單一數字，並按空氣污染可能對人體健康造成的影響程度而劃分為輕微、中等、偏高、甚高和嚴重5級。此指數已於2013年12月30日起被空氣質素健康指數取代。
達理指數 (Hedley Environmental Index) 是一種量度香港空氣質素的評估方式，由香港大學公共衛生學院社會醫學系主席教授賀達理醫學博士 (Dr. Anthony J Hedley, Chair Professor of Community Medicine) 主導的研究小組創制，在 2008年推出。這指數以健康及金錢的損失來作表達方式，估計空氣污染損害香港市民健康的成本代價，並監察香港空氣質素的程度和空氣污染導致公共衛生所受損失的經濟成本。此指數採用的空氣質素指引，正是世界衛生組織的空氣質素標準。

## 其他地方的空氣質素指標
除了香港，世界各地也有設立空氣質素指標，部分對照見下表（如無特別指明，數值單位為微克／立方米）。須注意的是各地的計算方法未必完全一樣，而且表述方式也未盡相同。
| 主要污染物            | 平均時間 | 世衛指引 | 香港空氣質素指標 | 新加坡                            | 歐盟                              | 英國            |
| --------------------- | -------- | -------- | ---------------- | --------------------------------- | --------------------------------- | --------------- |
| 二氧化硫 (SO2)        | 10分鐘   | 500      | 500              | /                                 | 350（1小時平均）                  | 350             |
| 二氧化硫 (SO2)        | 24小時   | 20       | 125              | 50（2020年目標） 20（長期目標）   | 125                               | 125             |
| 可吸入懸浮粒子 (PM10) | 24小時   | 50       | 100              | 50                                | 50                                | 50              |
| 可吸入懸浮粒子 (PM10) | 1年      | 20       | 50               | 20                                | 40                                | 40              |
| 微細懸浮粒子 (PM2.5)  | 24小時   | 25       | 75               | 37.5（2020年目標） 25（長期目標） | 25（2015年目標） 20（2020年目標） |                 |
| 微細懸浮粒子 (PM2.5)  | 1年      | 10       | 35               | 12（2020年目標） 10（長期目標）   | 25                                | 25 10（蘇格蘭） |
| 二氧化氮 (NO2)        | 1小時    | 200      | 200              | 200                               | 200                               | 200             |
| 二氧化氮 (NO2)        | 1年      | 40       | 40               | 40                                | 40                                | 40              |
| 臭氧 (O3)             | 8小時    | 100      | 160              | 100                               |                                   | 100             |

許多國家將空氣質素指標的目的明確表示為「保障公眾健康」，例如歐盟的指標在其法例上直接寫為“Limit Values For The Protection of Human Health”，新加坡亦在文件上提綱挈領地指出「空氣質素是生活質素的基本元素」，並且以另一附表列明各空氣污染物的健康影響；上表可見，部分地方在其指標亦清楚列明何時需要達成相關指標，以新加坡為例，雖然政府亦認為短期內未能達致世衛嚴格指引水平，但依然列其為長期目標，並且訂立了2020年需要達成的中期目標。這些都是香港的空氣質素指標沒有的。

## 參看
- 空氣污染
- 公眾健康
- 香港空氣質素健康指數
- 香港空氣污染指數 （已被取代）
- 環境保護署 (香港)
- 香港清新空氣藍圖